# Thelazioidea
Die Thelazioidea sind eine Überfamilie der Rollschwänze mit 290 Arten. Sie sind Parasiten der Augen bei Säugetieren und Vögeln, der Lunge bei Säugetieren und des Darms bei Fischen.

## Merkmale
Thelazioidea sind Rollschwänze ohne die beiden Längsreihen von Dornen wie bei den Rictularoidea. Die Mundhöhle ist variabel gestaltet, manchmal lang und zylindrisch. Die Kaudalpapillen sind nicht rollschwanztypisch angeordnet. Die Vulva liegt deutlich im vorderen oder deutlich im hinteren Körperbereich.

## Systematik
In der aktuellen Systematik von Hodda werden die 22 Gattungen der Thelazioidea in drei Familien und vier Unterfamilien gegliedert:
- Thelaziidae Railliet, 1910 
  - Oxyspirurinae Skrjabin, 1916 (Chabaud, 1975)
    - Oxyspirura Draesche in Stossich, 1897

  - Thelaziinae Railliet, 1910 (Skrjabin, 1915)
    - Ceratospira Schneider, 1866
    - Hempelia Vaz, 1937
    - Pancreatonema McVicar & Gibson, 1975
    - Pericyema Railliet, 1925
    - Thelazia Bosc in Blainville, 1819
    - Thylaconema Chandler, 1929
- Rhabdochonidae Travassos, Artigas & Pereira, 1928 (Skrjabin, 1946)
  - Rhabdochoninae Travassos, Artigas & Pereira, 1928
    - Beaninema Caspeta, Mandujano, Moravec & Salgado-Maldonado, 2001
    - Fellicola Petter & Koie, 1993
    - Freitasia Barus & Coy-Otero, 1968
    - Hepatinema Rasheed, 1964
    - Heptochona Rasheed, 1965
    - Johnstonmawsonia Campana-Rouget, 1955
    - Johnstonmawsonoides Machida, 1975
    - Prosungulonema Roytman, 1963
    - Rhabdochona Railliet, 1916
    - Skrjabinitectus Majumdar & Banerjee, 1966
    - Trichospirura Smith & Chitwood, 1967
    - Vasorhabdochona Martin & Zam, 1967
- Pneumospiruridae Wu & Hu, 1938 
  - Pneumospirurinae Wu & Hu, 1938
    - Metathelazia Skinker, 1931
    - Pneumospirura Wu & Hu, 1938
    - Vogeloides Orlov, Davtian & Lubimov in Skrjabin, 1933